# جداسازی و ذخیره‌سازی کربن

پیشنهاد جهانی (نوارهای خاکستری) در مقابل ترسیب سالانه CO2 اجرا شده (نوار آبی). بیش از ۷۵ درصد از پروژه‌های پیشنهادی فرآوری گاز اجرا شده‌است، این رقم برای سایر پروژه‌های صنعتی و پروژه‌های نیروگاهی به ترتیب حدود ۶۰ درصد و ۱۰ درصد است.

جداسازی و ذخیره‌سازی کربن فرایند جداکردن گاز دی‌اکسید کربن (CO2) از منابع اصلی رهاسازی این گاز در اتمسفر مانند نیروگاه‌های سوخت فسیلی، حمل و نقل آن به یک سایت ذخیره‌سازی، و در نهایت ذخیرهٔ آن در یک مخزن طبیعی زیر زمینی است. این فناوری می‌تواند تا نود درصد دی‌اکسید کربنی را که بر اثر استفاده از سوخت‌های فسیلی در نیروگاه‌های برق و روندهای صنعتی تولید می‌شود جذب کرده و مانع از ورود آن به هواکره شود.
میزان گاز دی‌اکسید کربن در اتمسفر مهم‌ترین دغدغه در مسئلهٔ تغییرات اقلیمی و گرم شدن زمین است. هدف این فرایند جلوگیری از انتشار عمدهٔ CO۲ حاصل از سوخت‌های فسیلی به اتمسفر، کاهش تولید گازهای گلخانه‌ای و گرم شدن کرهٔ زمین به واسطهٔ سوخت‌های فسیلی می‌باشد. اگرچه تزریق CO2 به مخازن زیرزمینی در چند دههٔ اخیر برای مقاصد مختلف، از جمله افزایش بازیافت نفت، مورد استفاده قرار گرفته‌است، ذخیره‌سازی طولانی مدت CO2 در انباشتگاه کربن یک پدیده نسبتاً جدید و همچنان در حال بررسی است.
به تازگی یکی از کارخانه‌های مهم و آلاینده کانادا که با سوزاندن زغال سنگ، برق تولید می‌کند به نخستین تأسیسات جذب و ذخیره‌سازی کربن جهان متصل شده‌است. این پروژه که با بودجه ۱٫۲ میلیارد دلاری راه‌اندازی شده سالانه مانع از انتشار یک میلیون تن دی‌اکسید کربن به اتمسفر زمین شود. این رقم معادل کاهش گازهای گلخانه‌ای است که ۲۰۰ هزار خودرو در سال تولید و روانهٔ اتمسفر می‌کنند.
ابتکار عملی که در این کارخانه صورت گرفته حدود ۹۰ درصد از دی‌اکسید کربن تولید شده در آن را جذب و از طریق سیستم‌های مخصوص پمپاژ به مخازنی در اعماق زمین منتقل می‌کند. گازی که وارد این مخازن می‌شود تا هزاران سال در آنجا باقی می‌ماند و هیچگاه راهی برای فرار به اتمسفر زمین پیدا نمی‌کند. ۱۰ درصد باقی‌مانده نیز برای استخراج نفت از اعماق زمین توسط خط لوله انتقالی به طول ۶۶ کیلومتر به چاه نفتی منتقل می‌شود.